# 서울한영대학교
서울한영대학교(서울韓榮大學校, Seoul Hanyoung University)는 대한민국 서울특별시 구로구에 있는 사립 대학이다.

## 연혁
1970년 2월 10일 한영철에 의하여 하나님의교회신학교가 설립되었다. 같은해 3월 개교하였다. 1978년 12월 28일, 서울특별시 구로구 일대 현 교사 위치로 이전하였으며, 1981년 12월, 각종학교로 개편되었다. 1996년 5월, 한영신학교로 교명을 변경하였으며, 같은해 12월 11일, 정규 대학으로 개편되며 한영신학대학교로 교명을 변경하였다. 2017년 1월, 현재의 교명인 서울한영대학교로 교명을 변경하였다.
한편, 2015년과 2016년 실시된 교육부의 대학구조개혁평가에서 2년째 D등급을 받은 바 있다. 2017년, D등급의 여파로 일부 재정 지원 제한 조치가 유지되었다. 2018년, 대학기본역량진단 결과 역량강화대학에 선정된 바 있다.

## 교단
1963년, 한영철 목사를 중심으로 웨슬리안 - 오순절 전통을 따르는 정통교단인 기독교한국하나님의교회가 설립된다. 쉽게 말해서 성결교회와 오순절교회의 혼종 정통교단이었다. 개신교계에서 이단으로 분류되는 안상홍의 "하나님의 교회"와 이름이 비슷해서 골머리를 앓다가 아예 교단명을 변경해버렸다.
1970년, 한영철 박사가 교단직영신학교로 설립하여 1996년 한영신학교로 변경, 그리고 같은 해 12월에 한영신학대학교로, 2017년에 현재의 교명으로 변경되었다.
2007년 9월에 교단이 기존의 웨슬리안 - 오순절 전통에서 칼뱅주의 장로교 전통으로 변경하여 대한예수교장로회(한영)으로 변했다. 다만 당시에는 교단 차원의 종파 전향이 전례가 없던 일이라서 비판받기도 했다. 당연하겠지만 서울한영대는 엄연히 개신교 정통교단의 신학교라서 성경적 세계관에 기초하여 기독교 학문을 가르치는 신학대학이다. 또한 총회의 칼빈주의 사상과 개혁주의 교리를 따라 성경적 진리와 영성교육을 중심으로 가르치고 있으며 한국사회와 교회에 기여할 지도자 양성을 사명으로 하고 있다.

## 교육편제

### 학부
서울한영대학교는 2021년 기준 별도의 단과대학 설치 없이 6개의 학부 과정을 운영 중에 있다.

### 대학원
서울한영대학교의 대학원은 일반 1개원과 특수 2개원으로 이루어진다. 일반대학원의 경우 석사 1과정, 박사 3과정을 개설하고 있다. 특수대학원으로 국제신학선교대학원과 상담복지대학원을 설립하고 있다.

## 캠퍼스 풍경
서울한영대학교는 서울특별시 소재 사립 대학으로, 개봉동에 캠퍼스가 위치한다. 캠퍼스 남측과 동측을 경인로가 감싸며, 정문으로 이어져 접근이 가능하다. 남서측 일대에 남부순환로가 지나지만 진입은 불가하다. 캠퍼스 내 4동의 건축물이 위치하고 있다.